# Menara Telekom
Menara Telekom é um dos arranha-céus mais altos do mundo, com 310 metros (1,017ft). Situado na cidade de Kuala Lumpur, Malásia, foi concluído em 2001 com 55 andares.